# DJ社長
DJ SHACHO（ディージェイしゃちょう、日本語表記：DJ社長、1992年8月29日 - ）は、日本の福岡県出身の男性DJ、YouTuber、カウントダウナー。Repezen Foxxの元リーダー。Studio Candy Foxx代表取締役社長。本名は木元 駿之介。

## 経歴

### 生い立ち
1992年8月29日、日本人の父と在日韓国人の母との間に北海道で生まれ、福岡県で育つ。幼少期に両親は離婚し、母のもとで育つ。2010年、高校生時代に社長になりたいと決心し、大学へ進学することを決める。

### 大学時代
2011年、大学の一般入試選抜試験において駒澤大学と福岡大学に合格しており駒澤大学経営学部に進学。大学時代は東京で人脈を作るために色んなパーティーに参加していた中、「パーティーを開催して会社を作るための資金を稼ぐ」ことを思い付き、50人規模のパーティーを毎週のように開くようになった。
2012年、300人規模の会場を予約してパーティーを企画するも、赤字となり借金することになる。その結果、一人暮らししていた家を追い出され、友人宅に居候する。必死に試行錯誤し、リベンジのためZepp DivercityやSTUDIO COASTでイベントを開催。結果黒字となり、会社を建てるべく福岡に戻った。また、YouTubeのアカウントを作成。大学も休学した。

### 大学休学後
2013年、地元の友人や後輩を誘い、21歳の誕生日に社員6人で株式会社「PARIST」を起業。家賃5万円の部屋を事務所として借り、開業資金500万円のうち300万円を使ってバーもオープンさせた。さらに、福岡でイベント団体「博多Life」を設立しスタッフを集め、2000人規模のイベントを企画する。当時の福岡では500人も集客すれば「九州最大のイベント」と呼ばれていたが、当日には約2500人が集まった（定員オーバーのため入場規制が掛かるほどだった）。その後は毎月1000 - 2000人規模のイベントを開催し立て続けに成功させる。
成功を続けるうちにスタッフが次々と独立して新団体を作っていき、巨大組織となった。九州最大のイベント団体のトップになったが、詐欺被害に遭い、手元にあった現金1000万円以上を全て失う。金策を得るためヒッチハイクで上京。
再度詐欺に遭うなど追い詰められていく内に借金地獄に陥り、2000万 - 3000万円の負債を背負う。そのような中で大金を稼ぐために巨大なイベントを開催することを決め、会場を借りた時には既に5000 - 6000万円の借金を背負っていた。

### DJ社長として活動開始
2014年、自身が開催した福岡国際センターでのイベントが失敗に終わり、当初の借金が倍になる。イベント終了後、同い年のきゃりーぱみゅぱみゅが定員数の多いマリンメッセ福岡を満杯にしたのを知り、「俺も有名人になろう」と思い立つ。イベント団体を休止し、本格的に「DJ社長」として活動を始める。この年に父親が逝去している。
2015年、Twitterやホームページ、知り合いへ出演希望の連絡を送り続け、「ノーギャラでもいいなら」という条件で出演させてもらえるようになる。ヒッチハイクや高速バスなどで全国を回ってDJ活動を行っていたが、客の印象に残すために「フリートークをしながら合間にちびまる子ちゃんやアンパンマンの楽曲を流す」という異色のスタイルで活動する。また、この頃から知名度を上げるためにTwitterで動画をアップロードするようになる。
奇抜なDJパフォーマンスを続けていった結果、少しずつ知名度と人気が出てくるようになりオファーも増え始める。複数の現場からオファーが来る事態が何度か続くようになり、8月にDJ社長、DJふぉい、BANBANの3人でレペゼン地球を結成する。10月にBANBANが脱退し、DJ銀太が加入する。当時は現場に辿り着いたのに客が5人ほどしかいないということもあった。DJの活動だけでは生活出来なかった為、複数のバーを経営し、生計を立てていた。その後、レペゼン地球にDJ脇とDJまるが加入した。
2016年、自身が経営していた全てのバーを閉店。DJ活動中に休止していたイベント団体を解散。それまでの事務所も閉じて、新たに事務所「LifeGroup」を設立。YouTuberの活動を開始。自身のYouTubeチャンネルの登録者が10万人を超えた。
2017年、アマチュアの格闘技の試合に初出場した。
2018年、駒澤大学を2月に退学。自身のYouTubeチャンネルの登録者が100万人を超えた。
2019年11月、オリジナルのシャンパン「Minerva/ミネルヴァ」を発売した。
2020年12月、事務所の筆頭株主と権利関係を巡る争いが起こり、所属事務所の代表取締役を解任された。また、レペゼン地球も一時的に解散。
2021年3月、韓国で250万円をかけて二重手術や鼻、輪郭を整形。同年6月に「Repezen Foxx（レペゼン・フォックス）」として活動していくことを発表し、新たに事務所「Studio Candy Foxx」を設立。8月末に渡米、現地で合流した旧レペゼン地球のメンバーとともにアメリカでしばらく活動していた。その後、インドネシアで活動を開始。
2022年10月、次の国政選挙にNHK党から立候補する事を発表したが、ファンからの否定的な声が多かったため、立候補は保留した。
2023年8月14日、徳島県の阿波おどりに踊り子として参加。11月3日、「阿蘇ビート2023」第三弾アーティストとして参加。
2023年12月25日、DJ社長が所属するRepezen FoxxのYouTubeチャンネルにて、DJ社長が失踪したことを明らかにされた。メンバーの知人の情報によればDJ社長はタイ王国にいるとのことであるが、12月28日時点で進展はなく、同日のぴあアリーナMMでのライブにも姿を現さなかった。
2024年1月4日、自身のTwitterを更新し、当面の間活動を休止することを明らかにした。3月31日、DJ銀太が脱退。5月19日、DJまるが脱退し、Repezen Foxxは3人体制になる。6月8日、ULTRA Baliで『DJ Shacho』として出演し活動再開。
2024年8月29日、自身のX（旧Twitter）で、Repezen Foxxを脱退することを発表した。

### 総合格闘技
| 総合格闘技 戦績 | 総合格闘技 戦績 | 総合格闘技 戦績 | 総合格闘技 戦績 | 総合格闘技 戦績 | 総合格闘技 戦績 | 総合格闘技 戦績 |
| --------------- | --------------- | --------------- | --------------- | --------------- | --------------- | --------------- |
| 2 試合          | (T)KO           | 一本            | 判定            | その他          | 引き分け        | 無効試合        |
| 0 勝            | 0               | 0               | 0               | 0               | 0               | 1               |
| 2 敗            | 1               | 1               | 0               | 0               | 0               | 1               |

| 勝敗 | 対戦相手       | 試合結果                 | 大会名          | 開催年月日     |
| △    | ワタナベマホト | 無効試合                 | 炎上万博        | 2019年8月13日  |
| ×    | シバター       | 1R 3:11 腕ひしぎ十字固め | 愛媛プロレス    | 2019年3月18日  |
| ×    | おっちー       | 1R 2:14 TKO（右フック）  | 宴-UTAGE-第29幕 | 2017年12月27日 |

- 2017年12月27日、宴-UTAGEでおっちーと総合格闘技ルールで対戦。1R目の2分14秒に右フックを受けてTKOで敗戦[20]。
- 2019年3月18日、愛媛プロレスでシバターと総合格闘技ルールで対戦。1R目の3分11秒に腕ひしぎ十字固めを決められ敗戦[21]。
- 2019年8月13日、炎上万博でワタナベマホトと総合格闘技ルールで対戦する予定だったが、ワタナベが直前に試合を辞退した為、無効試合となった[22]。

### キックボクシング
- 2022年8月16日、BreakingDown 5.5に出場し、10人ニキとキックボクシングルールで対戦。4R目32秒に右フックでTKO勝利[23]。自身のキックボクシング初勝利となった。
- 2022年12月29日、炎上万博で啓之輔とキックボクシングルールで対戦。2Rを戦い抜いたが、判定負けとなった[24]。

| キックボクシング 戦績 | キックボクシング 戦績 | キックボクシング 戦績 | キックボクシング 戦績 | キックボクシング 戦績 | キックボクシング 戦績 | キックボクシング 戦績 |
| --------------------- | --------------------- | --------------------- | --------------------- | --------------------- | --------------------- | --------------------- |
| 2 試合                | (T)KO                 | 判定                  | その他                | 引き分け              | 無効試合              |                       |
| 1 勝                  | 1                     | 0                     | 0                     | 0                     | 0                     |                       |
| 1 敗                  | 0                     | 1                     | 0                     | 0                     | 0                     |                       |

| 勝敗 | 対戦相手 | 試合結果                | 大会名           | 開催年月日     |
| ×    | 啓之輔   | 1分30秒 2R終了 判定負け | 炎上万博         | 2022年12月29日 |
| ○    | 10人ニキ | 4R 0:32 TKO（右フック） | BreakingDown 5.5 | 2022年8月16日  |

## ディスコグラフィ

### シングル
発売日と番号が前後する場合がある。
| No.               | Music Video       | リリース          | タイトル          | 規格              | 収録アルバム      | 備考                                                                |
| Studio Candy Foxx | Studio Candy Foxx | Studio Candy Foxx | Studio Candy Foxx | Studio Candy Foxx | Studio Candy Foxx | Studio Candy Foxx                                                   |
| ----------------- | ----------------- | ----------------- | ----------------- | ----------------- | ----------------- | ------------------------------------------------------------------- |
| 1st               | 2024年6月6日      | 2024年6月10日     | 111               | Digital           |                   | feat. Devincy & KIMOTO MIKIE (木元みき江)                           |
| 2nd               |                   |                   |                   |                   |                   |                                                                     |
| 3rd               |                   |                   |                   |                   |                   |                                                                     |
| 4th               |                   |                   |                   |                   |                   |                                                                     |
| 5th               |                   |                   |                   |                   |                   |                                                                     |
| 6th               | 2024年6月6日      | 2024年6月10日     | 王面              | Digital           |                   | feat. Chibanyan (チバニャン) 国外リリースでは"OMEN"と表記している。 |

### 「for ex member」シリーズ
| No.               | Music Video       | リリース          | タイトル                       | 規格              | 収録アルバム      | 備考 |
| Studio Candy Foxx | Studio Candy Foxx | Studio Candy Foxx | Studio Candy Foxx              | Studio Candy Foxx | Studio Candy Foxx | Studio Candy Foxx |
| ----------------- | ----------------- | ----------------- | ------------------------------ | ----------------- | ----------------- | --- |
| 1                 | 2024年4月18日     | 2024年4月18日     | And I'm Waiting for you too    | Digital           |                   | Repezen Foxxを脱退したGINTA（在籍時はDJ GINTA）が、 DJ SHACHOに対して作成した楽曲『Waiting For You』 に対してのアンサーソング 2024年10月26日に別バージョンのジャケットが公開された。                                         |
| 2                 | 2024年5月25日     | 2024年5月26日     | Waiting for you in Bali island | Digital           |                   | 急遽Repezen Foxxを脱退したMARU（在籍時はDJ MARU）への 応援ソングであり、DJ SHACHO本人の暴露も含まれた楽曲。 Nadya almira puteri (twenty four)とDJ? FOYがコーラスで 参加している。                                            |
| 3                 | 2024年11月1日     | 2024年11月1日     | Nobody's Waiting for Us        | Digital           |                   | Repezen Foxxに在籍していたDJ? FOY（在籍時はDJ FOY）が、 メンバーから解任したお知らせを、本人も含めた世間への報告ソング。 Nadya almira puteri (twenty four)がコーラスで参加している。                                         |
| eee               |                   |                   |                                |                   |                   | |
| 4                 | 2024年12月31日    | 2024年12月31日    | Everybody‘s waiting for you    | Digital           |                   | feat. WAKI & Noriyuki Tokiwa (常盤紀行) Repezen Foxxに在籍していたWAKI（在籍時はDJ WAKI）が、 メンバーから解任したお知らせを、本人も参加した世間への報告ソング。 Nadya almira puteri (twenty four)がコーラスで参加している。 |
| 5                 | 2025年6月6日      | 2025年6月9日      | Waiting for you in DOME        | Digital           |                   | Repezen Foxxが解散する事、解散ライブを開催する事、 元メンバー4人に対してそれぞれの想いと、参加を呼びかけるメッセージソング。 Nadya almira puteri (twenty four)がコーラスで参加している。                                     |

### 「feat ex member」シリーズ
| No. | Music Video   | リリース      | タイトル | 規格    | 収録アルバム | 備考 |
| eee | eee           | eee           | eee      | eee     | eee          | eee |
| --- | ------------- | ------------- | -------- | ------- | ------------ | --- |
| 1   | 2025年7月24日 | 2025年8月9日  | 2222     | Digital |              | feat. DJ? FOY Repezen Foxxの元メンバーのDJ? Foyが、 解散ライブに参加する事と参加に至るまでの経緯を報告するための楽曲。 公開初期は『Repezen Foxx feat. DJ SHACHO & DJ? Foy』名義で、 Repezen Foxxの楽曲に参加扱いだったがリリース時に訂正された。 DJ? Foy本人が歌唱およびMVに出演している。 Repezen Foxxの88th Single『222』を引用している。 |
| 2   | 2025年8月8日  | 2025年8月14日 | 44       | Digital |              | feat. Masato Waki Repezen Foxxの元メンバーのWAKIが、 解散ライブに参加する趣旨を報告するための楽曲。 WAKI本人が歌唱およびMVに出演している。 Repezen Foxxの75th Single『Life Goes on』を引用している。 |

### 参加作品
| アーティスト   | リリース      | タイトル           | 収録アルバム | 備考             |
| Avex           | Avex          | Avex               | Avex         | Avex             |
| -------------- | ------------- | ------------------ | ------------ | ---------------- |
| ヘラヘラ三銃士 | 2023年8月29日 | What does it mean? | HANGOVER     | 作詞・作曲・歌唱 |

## 出演

### ウェブテレビ
- モデルプレスカウントダウン（2021年12月24日 - 、ABEMA）[25]